# Alfa-metiltriptamin
Az α-metiltriptamin (αMT, AMT, Indopan) egy pszichedelikus, stimuláns és entaktogén kábítószer a triptamin osztályból. Eredetileg antidepresszánsnak fejlesztették ki az Upjohn dolgozói az 1960-as években.

## Kémia
Az αMT egy triptamin metil szubsztituenssel az alfa-szénnél. A kémiai kapcsolata a triptaminhoz analóg az amfetamin és feniletilamin kapcsolatával: az amfetamin teljes neve alfa-metilfeniletilamin. Az αMT szerkezete igen hasonló a szerotoninéhoz (5-hidroxitriptamin), ami magyarázattal szolgál hatására.

## Farmakológia
Az αMT viszonylagosan kiegyenlítetten szabadít fel szerotonint, noradrenailnt és dopamint, és egyben egy nem szelektív agonista a szerotoninreceptorokon. Gyenge, nem szelektív és visszafordítható MAO-gátló hatással is rendelkezik.

## Dózis és hatások
20-30 milligramm fogyasztása eufóriát, empátiát és pszichedelikus tüneteket okoz, amik általában 12 órán keresztül tartanak. A 40 mg-t meghaladó dózis már erősnek számít. Ritka esetekben és/vagy extrém dózisok használatakor az időtartam meghaladhatja a 24 órát is. Az αMT szabadbázisú formája több beszámoló szerint elszívás által is hatásos, 2-5 milligramm az átlagos dózis ilyen beviteli módnál.
A mellékhatások lehetnek: szorongás, nyugtalanság, pupillatágulat, szívritmuszavar, fejfájás, hányinger és hányás és egyéb az LSD-re, pszilocibinre és MDMA-ra jellemző mellékhatások (delúziók és hallucinációk).
Mint sok egyéb szerotonin felszabadító esetében, az αMT analógjánál, az αET-nél is bizonyították, hogy hosszantartó, nagy dózisú alkalmazása visszafordíthatatlan szerotoninerg neurotoxicitást okozhat.
Bár a hatása tekintetében nagyon hasonló az MDMA-hoz az αMT, a vegyületek struktúrája nem rokon. Az αMT egy triptamin, míg az MDMA feniletilamin.

## Legalitás
Az 1990-es években az αMT elterjedt, mint rekreációs drog az interneten való fellelhetősége miatt. Elterjedése miatt az 5-MeO-DiPT-tel együtt az Amerikai Egyesült Államok Schedule 1 listájára került 2003. április 4-én.
Az Egyesült Királyságban legális és nem számít az ellenőrzött triptaminok közé, mivel a szubsztituens nem a nitrogén pozícióban található.
Ausztráliában az 5-Meo-αMT analógjaként a Schedule 9 kábítószerlistába tartozik.

## Lásd még
- 4-Metil-αMT
- 5-Fluoro-αMT
- 5-API
- 5-MeO-αMT
- α-Etiltriptamin
- α,N-DMT
- α,N,N-TMT
- α-metil-5-HT

## Külső linkek
- TiHKAL bejegyzés
- αMT a TiHKAL-ban Archiválva 2013. február 18-i dátummal az Archive.is-en
- Erowid oldal az αMT-ről
- Lycaeum oldal az αMT-ről

## Fordítás
Ez a szócikk részben vagy egészben  az   alpha-methyltryptamine című angol Wikipédia-szócikk fordításán alapul.  Az eredeti cikk szerkesztőit annak laptörténete sorolja fel. Ez a jelzés csupán a megfogalmazás eredetét és a szerzői jogokat jelzi, nem szolgál a cikkben szereplő információk forrásmegjelöléseként.